# 甘竹勝郎
甘竹 勝郎（あまたけ かつろう、1943年11月9日 - ）は、日本の政治家。元岩手県大船渡市長（4期）、気仙歴史文化研究会会長。旭日小綬章受章。

## 来歴
岩手県大船渡市出身。法政大学経済学部卒。卒業後は岩手県立大船渡高校教諭などを務め、1988年大船渡市議に当選する。1994年大船渡市長選挙に立候補し、初当選し、4期務める。在任中の2000年に隣接する気仙郡三陸町が編入された。また、男女地域づくりを推進し、1996年に同市で「女性サミット」が開催された。2010年に市長を引退した。

## 栄典
2014年 春の叙勲で地方自治功労により旭日小綬章を受章